# Berlaar
Berlaar là một đô thị ở tỉnh Antwerp. Đô thị này gồm các thị trấn Berlaar proper and Gestel. Tại thời điểm ngày 1 tháng 1 năm 2006 Berlaar có dân số 10.612 người. Tổng diện tích là 24,57 km² với mật độ dân số là 432 người trên mỗi km².